# Dialectica galapagosensis
Dialectica galapagosensis är en fjärilsart som beskrevs av Landry 2006. Dialectica galapagosensis ingår i släktet Dialectica och familjen styltmalar.
Artens utbredningsområde är Ecuador. Inga underarter finns listade i Catalogue of Life.